# دفنباخية برتقالية
دفنباخية برتقالية [بحاجة لمصدر](الاسم العلمي:Dieffenbachia aurantiaca) هي نوع من النباتات يتبع جنس الدفنباخية من الفصيلة اللوفية.